# 方東昇
方東昇（英語：Anthony Fong Tung Shing，1976年6月1日—），香港新聞從業員，1998年加入無綫電視新聞部，現為無綫新聞策劃主任兼資訊專題節目主持及監製。

## 簡介
方東昇在小學時期從內地移居香港，通曉粵語、國語、英語、日語、俄語、德語及荷蘭語共七種語言。他曾就讀於聖公會主風小學和拔萃男書院，1999年畢業於香港中文大學新亞書院新聞及傳播學系，並以一級榮譽畢業（GPA 4.0），更獲得新亞書院獎學金最高榮譽誠明獎，有「中大才子」的稱號。他曾有意前住美國南加州大學修讀國際關係碩士課程，但最終也沒有成事。他中學時曾擔任辯論隊成員，與辯論隊成員呂秉權及黄永（兩人同為中學校友）等參與多次辯論比賽；1998年暑假加入無綫新聞任職實習記者，實習期後留任當資訊專題節目監製至今，從未轉職。他在2000年4月開始兼任主播，過往曾長期主持香港早晨，其後於2007年升職為首席記者，2009年3月7日開始為主持星期一至五六點半新聞報道替更主播。
方東昇主要採訪社會民生及海峽兩岸新聞，包括在2006年長駐加拿大為新聞部追蹤報道中國遠華走私案主犯賴昌星的暫緩遣返聆訊，以及於2006年至2008年間經常前往台灣暫駐，採訪當地的重要新聞，包括在2006年陳水扁總統第一家庭貪污案引起的倒扁效應、2007年中正紀念堂改名、2008年總統大選等。另外，他常以幽默方式報道新聞，亦是唯一現職記者於節目《新聞話事·人》內接受伍晃榮訪問。
2010年1月，方東昇獲晉升為助理採訪主任，同年8月23日赴馬尼拉現場採訪香港旅行團在菲律賓被挾持事件。2011年9月14日起，他擔任星期一至五《晚間新聞》替更主播，2013年接替潘蔚林兼任星期六、日六點半新聞報道及晚間新聞主播。至2014年，他獲晉升為副採訪主任，其後再以幽默方式替《世界零距離》（半小時全紀錄）擔任旁白受到觀眾歡迎，而2015年起只兼任星期六、日六點半新聞報道，由李卓謙接任星期六、日晚間新聞主播；同年又以一樣風格聲音導航《世界零距離II》（半小時全紀錄）更令其歡迎程度急升。
2016年2月，方東昇晉升為策劃主任，負責海外專題節目，主持《世界零距離III》，並能在出訪俄羅斯及哈薩克期間，使用流利俄語溝通。2018年跟李曉欣和黃曉瑩合作主持第二輯《長命百二歲》，曾分別以流暢荷蘭語及德語採訪荷蘭首相馬克·呂特和德國總理安格拉·默克爾，再次展露其語言天賦。
2019年9月2日，方東昇半退居幕後，不再兼任六點半新聞報道主播和記者由李卓謙接任，只為資訊專題節目擔任主持及監製。2020年3月9日，他開始主持時段只有5分鐘左右的《世界觀》，仍以很多金句引起網民注目。可是主持兩星期後，因正式退居幕後而轉做六點半新聞報導主播；同年同月亦不再擔任專題節目主持，升任新聞節目監製，首個監製的節目為《新聞掏寶》。

## 演出作品

### 主持節目（無綫電視）
| 首播          | 節目名                         | 備註                                 |
| 2008年        | 2008大事回顧 中國·悲與喜       | 與李家文合作                         |
| 2009年        | 2009兩岸大事回顧               | 旁述                                 |
| 2010年        | 2010香港大事回顧               | 與方健儀合作                         |
| 2011 - 2014年 | 英皇金融証券集團特約：新聞檔案 | 旁述                                 |
| 2011年        | 2011香港大事回顧               | 與方健儀合作                         |
| 2013年        | 世界零距離                     | 與陳沛珈和余凱婷合作                 |
| 2015年        | 世界零距離II                   | 與陳沛珈和黃曉瑩合作                 |
| 2015年        | 2015國際大事回顧               | 旁述                                 |
| 2016年        | 世界零距離III                  | 與陳沛珈和黃曉瑩合作                 |
| 2017年        | 2017國際大事回顧               | 旁述                                 |
| 2018年        | 長命百二歲                     | 第一輯；與李德成和黃曉瑩合作         |
| 2018年        | 長命百二歲                     | 第二輯；與李德成、黃曉瑩和李曉欣合作 |
| 2018年        | 2018國際大事回顧               | 旁述                                 |
| 2020年        | 世界觀                         | 主持 / 旁述（首兩星期）              |
| 2020年        | 新聞掏寶                       | 監製                                 |
| 2020年        | 這麼遠，那麼近                 | 與黃曉瑩、李曉欣和黃靖婷合作         |
| 2021年        | 尋人記                         | 與黃曉瑩、李曉欣和黃靖婷合作         |
| 2022年        | 尋人記II                       | 與黃曉瑩、李曉欣和黃靖婷合作         |
| 2023年        | 好睡好起                       | 與黃曉瑩、李曉欣合作                 |
| 2024年        | 猜猜我是誰                     | 與黃曉瑩合作                         |
| 2025年        | 真相猜·情·尋                   | 與黃曉瑩、李嘉嘉合作                 |

## 曾獲獎項與提名
| 年份   | 獎項                                                                                    | 結果 |
| 2017年 | 2017香港電視大獎「節目主持人獎」（與陳沛珈及黃曉瑩）                                    | 提名 |
| 2018年 | 2018香港電視大獎「節目主持人獎」（與李曉欣及黃曉瑩）                                    | 獲獎 |
| 2019年 | 電視廣播有限公司長期服務暨傑出員工榮譽大獎頒獎典禮 「20年服務獎」及「傑出員工榮譽大獎」 | 獲獎 |
| 2022年 | 《萬千星輝頒獎典禮2022》 最佳男主持（《尋人記II》）                                     | 獲獎 |